# Vela als Jocs Olímpics d'estiu de 1908 - 7 metres

7 metres

Els 7 metres va ser una de les quatre proves de vela que es van disputar al camp de regates de Ryde durant els Jocs Olímpics de Londres de 1908. Hi van prendre part 5 navegants repartits ens dos vaixells, que representaven a 1 país. Es disputà entre el 27 i el 29 de juliol de 1908.

## Normativa
La competició constava de tres regates i el vencedor era l'embarcació que aconseguia més victòries. Si cada regata era guanyada per un vaixell diferent s'atorgaven tres, dos i un punt segons la posició aconseguida (1r, 2n i 3r), mentre a partir de la quarta posició no es rebia cap punt; sent el vencedor final el vaixell amb més punts. Si es mantenia l'empat s'havia de disputar una regata extra entre els vaixells implicats per decidir la posició final.

## Resultats finals
S'havien de disputar tres regates, però l'embarcació Mignonette no es presentà, per la qual cosa els vencedor foren els membres del vaixell Heroine.
| Pos. | Vaixell                 | Tripulació                                                               | Victòries | Punts Totals | 1a regata | 1a regata  | 1a regata | 2a regata | 2a regata  | 2a regata |
| Pos. | Vaixell                 | Tripulació                                                               | Victòries | Punts Totals | Pos.      | Temps      | Punts     | Pos.      | Temps      | Punts     |
| ---- | ----------------------- | ------------------------------------------------------------------------ | --------- | ------------ | --------- | ---------- | --------- | --------- | ---------- | --------- |
| Or   | Heroine · Regne Unit    | Charles Rivett-Carnac Richard Dixon Norman Bingley Frances Rivett-Carnac | 2         | 6            | 1°        | 2h 11' 54" | 3         | 1°        | 2h 11' 33" | 3         |
|      | Mignonette · Regne Unit | R. Sloane-Stanley                                                        | -         | -            | NP        |            |           | NP        |            |           |

NP - No presentat